# Mastocarpus stellatus
Mastocarpus stellatus, também denominada corninho, ou limo-musgo, é uma espécie de alga vermelha (Rhodophyta) muito relacionada com o musgo-da-Irlanda (Chondrus crispus). É coletada na Irlanda e Escócia, junto com Chondrus crispus; ao igual que com o musgo-da-Irlanda, que é seca e vendida como ingrediente culinário e como base para preparar uma bebida que se diz serve para combater os resfrios e gripes. A diferença das frondas do Chondrus crispus as frondas do Mastocarpus stellatus estão canalizadas, e possui um estipe curvo enquanto o Chondrus possui um plano. No geral apresenta-se em zonas rochosas na zona intermareal.

Mastocarpus stellatus pode coexistir com C. crispus no norte da costa de New England apesar de ser um competidor inferior a C. crispus.  Uma melhor tolerância ao congelamento permite-lhe existir melhor que C. crispus nos ambientes do norte onde o congelamento é uma condição significativa. É raro encontrar instâncias de Mastocarpus  ao sul do Cabo Cod na costa atlântica de Estados Unidos porque é superada por Chondrus.

## Distribuição
A alga é comum em toda a costa da Irlanda e a Grã-Bretanha, excepto talvez partes do leste de Inglaterra como Lincoln, Norfolk e Suffolk.